# Konferenz von Teheran

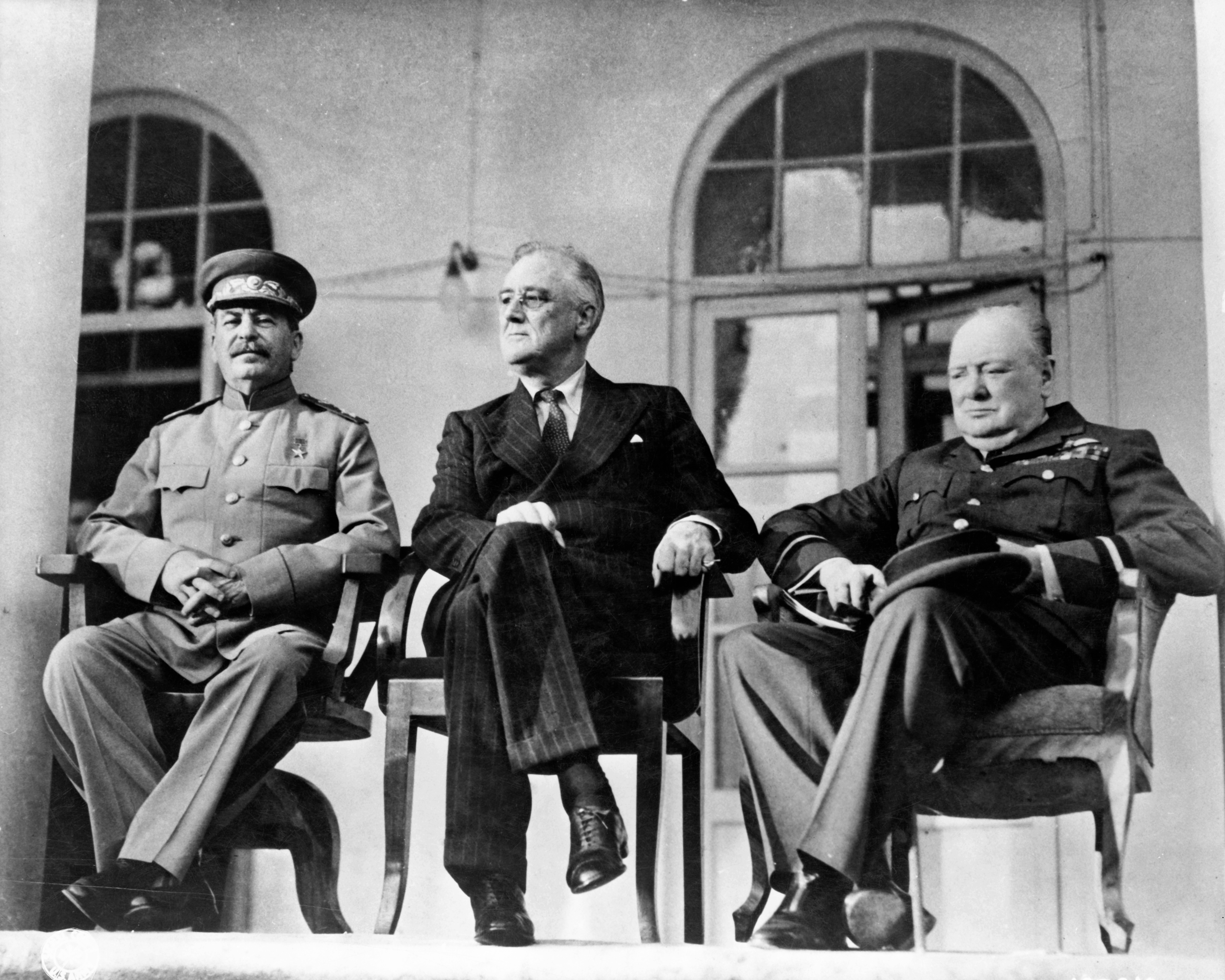
Von links nach rechts: Stalin, Roosevelt und Churchill auf der Terrasse der sowjetischen Botschaft in Teheran

Die Konferenz von Teheran, auch Eureka-Konferenz (Tarnname) genannt, fand vom 28. November bis zum 1. Dezember 1943 als erste Konferenz der Regierungschefs der drei Hauptalliierten der Anti-Hitler-Koalition im Zweiten Weltkrieg in Teheran, der Hauptstadt Irans, statt. Beteiligt waren der Präsident der Vereinigten Staaten Franklin D. Roosevelt, der Premierminister des Vereinigten Königreichs Winston Churchill, der Vorsitzende des sowjetischen Rats der Volkskommissare Josef Stalin sowie ihre militärischen Berater.
Hauptsächlich Probleme des militärischen Vorgehens auf dem europäischen Kriegsschauplatz im Jahr 1944 standen auf der Tagesordnung der Konferenz. Die Invasion in Frankreich wurde beschlossen. Im Oktober hatte eine vorbereitende Außenministerkonferenz in Moskau stattgefunden, auf der die Moskauer Deklaration verabschiedet worden war. Ferner hatten sich zuvor die Combined Chiefs of Staff der Westalliierten im November am Rande der Kairo-Konferenz getroffen, um ihre eigene Strategie zu erörtern und die Kernfragen an die sowjetische Führung auszuarbeiten.
Weiterhin wurde über die politische Neuordnung Europas nach einem Sieg der Anti-Hitler-Koalition über das nationalsozialistische Deutschland beraten und Vorabsprachen getroffen. Roosevelt hatte eine Aufteilung in fünf autonome Staaten vorgeschlagen, wozu Churchill und Stalin nicht vorbehaltlos zustimmten. Eine Europäische Beratende Kommission sollte deswegen gegründet werden und detaillierte Pläne für die Aufteilung Deutschlands ausarbeiten.
Während in militärischen Fragen gute Ergebnisse erzielt wurden, blieben einige politische Fragen noch zu klären: außer der Aufteilung Deutschlands in Besatzungszonen die griechische, die jugoslawische und die tschechische Frage. Ein gemeinsames Vorgehen gegenüber Japan war noch nicht gefunden, die Organisationsform der künftigen Vereinten Nationen noch nicht festgelegt. Dazu wurde eine zweite Gipfelkonferenz verabredet, die schließlich auf der Krim stattfand.

## Kriegführung

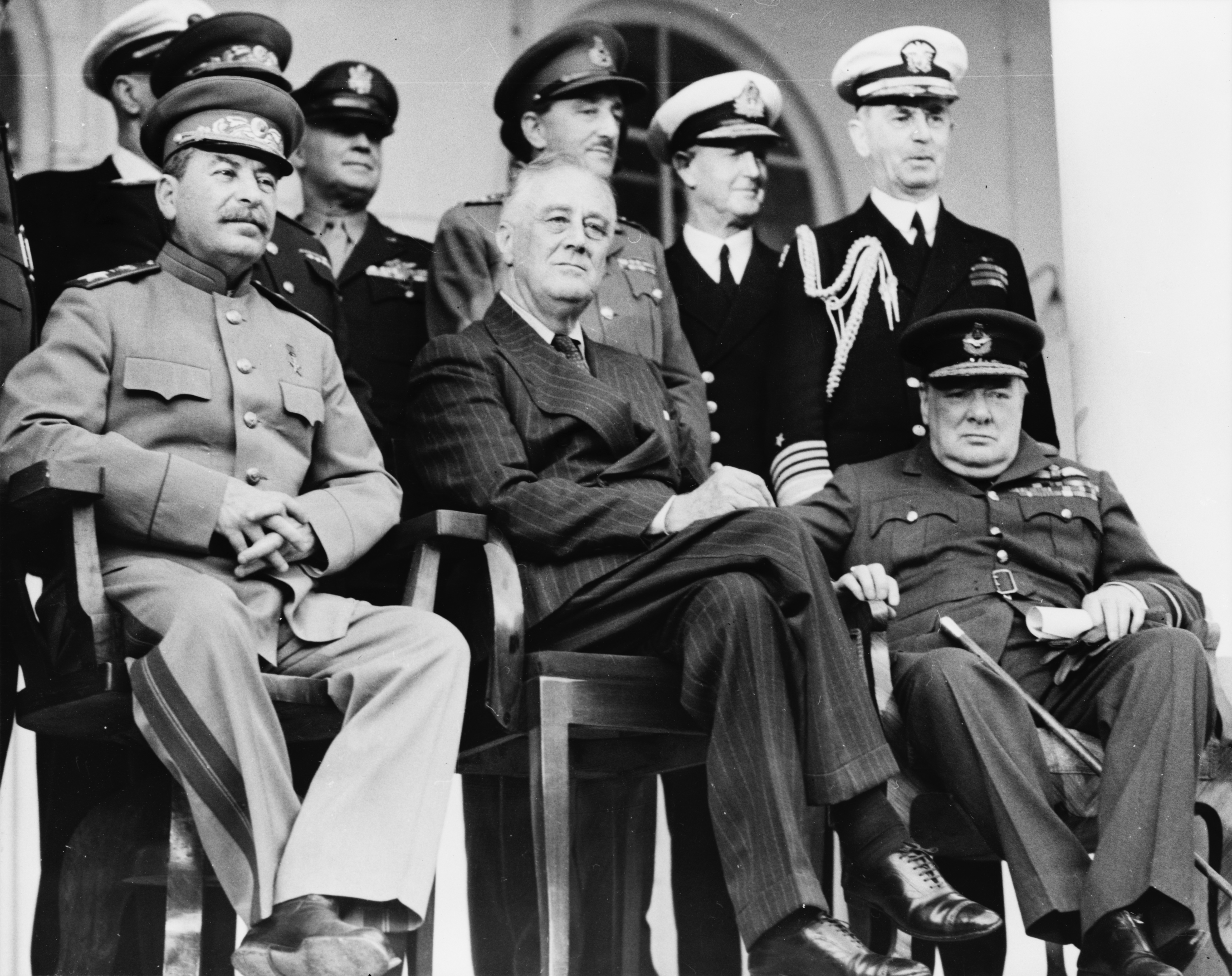
Gruppenbild mit Stabsangehörigen

Am ersten Konferenztag, dem 28. November 1943, sollte die gemeinsame Planung für den weiteren Kriegsverlauf besprochen werden. Roosevelt und Churchill hatten sich die Aussprache mit Stalin sehr schwierig vorgestellt und rechneten nicht damit, dass er viel von der eigenen Strategie gegen Deutschland preisgeben würde. Doch zu ihrer großen Überraschung übernahm Stalin gleich die Initiative und nach einer knappen Begrüßung kam er sofort zum Hauptpunkt. In ein paar Minuten erläuterte er die kompletten sowjetischen Pläne, die für die Westalliierten wichtig waren. Er führte weiter aus, dass nach einem Sieg über Deutschland die Rote Armee sofort für den Einsatz im Pazifikkrieg bereitstehe, um dort die Offensive gegen die Japaner zu übernehmen. Er betonte besonders, dass dies das erste Engagement der Sowjets im Pazifik sei und eine nicht unbedeutende Auswirkung auf die dortige anglo-amerikanische Strategie haben würde. China sollte die Territorien, die Japan von ihm erobert hatte, zurückerhalten, Korea unabhängig werden, der Sowjetunion wurden Südsachalin und die Kurilen zugesagt. Stalin betonte, China müsse aktiv in den Krieg eingreifen, um sich den Wiedergewinn seines Territoriums zu verdienen.
Anschließend wandte er sich der italienischen Front zu. Die alliierten Siege dort, so meinte er, seien sehr wichtig, hätten aber augenblicklich keinen so großen Effekt auf einen möglichen Sieg über Deutschland. Nötig sei eine Operation auf nordwestfranzösischem Gebiet, womit er Roosevelt und Churchill direkt in die Hände spielte, da die Planung für die Operation Overlord, also eine Landung in der Normandie und die Eröffnung einer zweiten Front, nicht zuletzt auf früheres Drängen Stalins auf Hochtouren lief.
Josip Broz Tito sollte als selbständiger alliierter Befehlshaber in Jugoslawien betrachtet werden.

### Invasionspläne – „Overlord“ und „Anvil“
Auf der Kairo-Konferenz war zwischen Briten und Amerikanern umstritten gewesen, ob man zunächst im östlichen Mittelmeer eventuell den Druck von der sowjetischen Seite nehmen solle, was zur Folge hätte, dass dann die Operation Overlord erst ein oder zwei Monate später folgen könne, oder ob die Landung in der Normandie, wie Roosevelt es wollte, so früh wie möglich erfolgen solle. Dieser Dissens, der Stalin zur Entscheidung vorgelegt wurde, führte dazu, dass an drei der vier Tage der Konferenz von Teheran über strategische Fragen des Kriegs in Europa beraten wurde. Für andere Fragen blieb dadurch kaum Zeit. Der sowjetische Diktator reagierte erfreut, als die Westalliierten ihm den Plan zur Operation Anvil, der Invasion in Südfrankreich, offenbarten. Sie betrachteten Anvil als eine zusätzliche Operation zu Overlord, Stalin wollte beide aber als eine Einheit ansehen, da die sowjetische Strategie der Zangenangriffe zu vielen Siegen geführt hatte.
Stalins Drängen auf eine Invasion in Südfrankreich standen die Westalliierten aber unvorbereitet gegenüber. Roosevelt und Churchill erklärten ihm, dass noch keinerlei detaillierte Pläne dazu vorlägen, aber die Generalstäbe sich damit befassen würden. Die Landung war nur als reiner Vorschlag gedacht, obwohl sich die beiden Staatsmänner schon auf früheren Treffen damit beschäftigt hatten. Auf Grund britischer Bedenken, die auf eine reine Nordfrankreichinvasion hinausliefen, war es bisher nie zu weiteren Ausarbeitungen gekommen. So mussten die Stabschefs, die viele Planungsmitglieder in Kairo zurückgelassen hatten, sich mit der Kopie einer Studie von Anfang August an die Sowjets wenden. Auf dieser alten Grundlage wurde gemeinsam ein Memorandum ausgearbeitet, das am Konferenzende den Staatschefs präsentiert wurde.
Kurz vor dem Abflug versprachen Churchill und Roosevelt Stalin die Operation Overlord im Mai 1944 auszuführen. Für Stalin war damit klar, dass beide Operationen eine Gesamtoffensive gegen Deutschland darstellten.

## Erörterung der Nachkriegsordnung
Über die Nachkriegsordnung trafen die Alliierten eine Reihe informeller Vorabsprachen.

### Deutschland

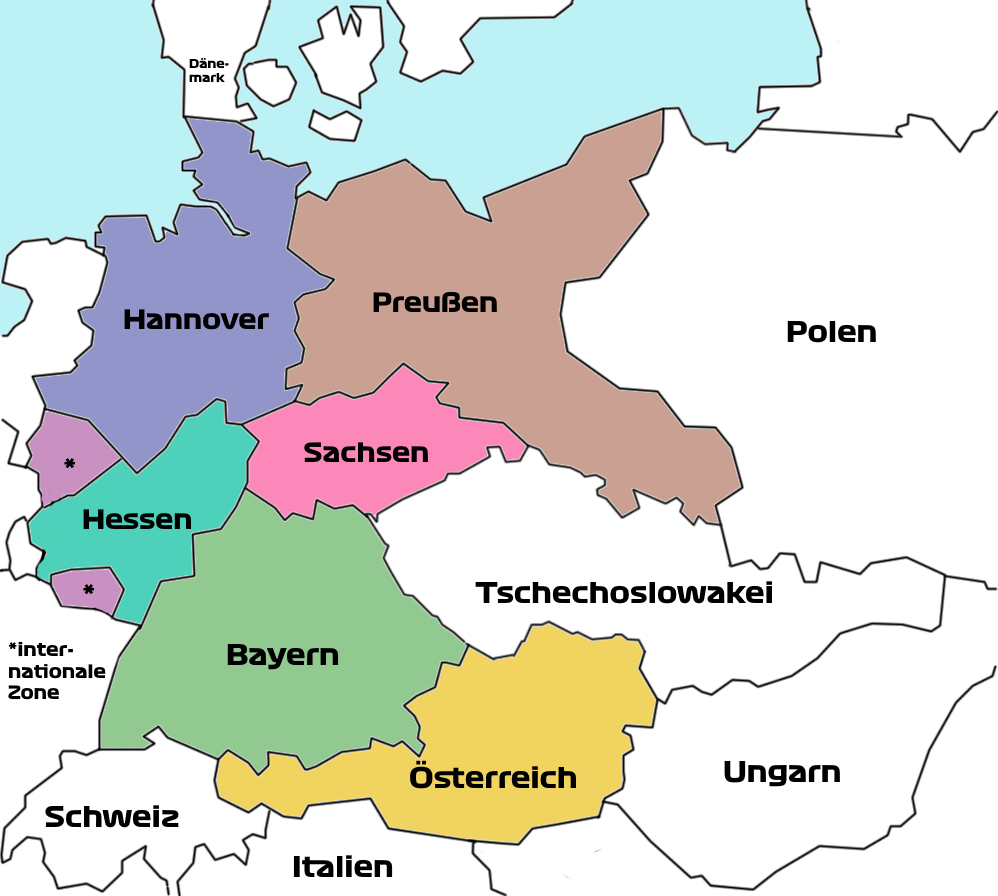
Roosevelt-Plan

Die Konferenzteilnehmer waren besorgt, dass Deutschland wie nach dem Ersten Weltkrieg in fünfzehn bis zwanzig Jahren wieder erstarken und erneut einen Eroberungskrieg beginnen könnte. Deshalb war es ihnen wichtig, Deutschland über einen längeren Zeitraum geschwächt zu halten und jederzeit wichtige strategische Positionen besetzen zu können. Deutschland sollte demilitarisiert, wirtschaftlich eingeschränkt und territorial verkleinert werden, so dass ein Frieden für mindestens fünfzig Jahre gesichert wäre.
Churchill spielte mit dem Gedanken einer Zwei- oder gar Dreiteilung Deutschlands mit dem Ziel einer Separierung Preußens, dessen militaristischer Geist als eine Ursache für den Krieg gedeutet wurde. Neben einem preußischen Staat (laut Konferenzprotokoll verkleinert um die Gebiete östlich der Oder, die nicht mehr zu Deutschland gehören sollten) sahen die Pläne einen süddeutschen Staat vor, bei dem Bayern, Baden, Württemberg und die Pfalz mit Österreich und Ungarn zu einer „Donauföderation“ zusammengeschlossen werden sollten. Weitere Ausführungen zu Umfang und Grenzen dieser Staaten machte Churchill nicht, so dass auch die Größe Preußens und der Verbleib der übrigen Regionen im Westen und Norden unklar bleibt.
Stalin widersetzte sich einer Donauföderation, woraus abgeleitet wurde, dass die Sowjetunion, unabhängig von der deutschen Frage und von ihrem Interesse an Sicherheit vor Deutschland, in Ost-, Mittel- und Südosteuropa keine stärkeren Staaten oder Föderationen schwacher Staaten dulden werde. Über Österreich hatten die Außenminister der Alliierten zuvor schon entschieden, als sie in der Moskauer Deklaration konstatiert hatten, dass der Anschluss Österreichs von 1938 „null und nichtig“, Österreich wieder frei und unabhängig werden solle.
Roosevelt favorisierte die Bildung von fünf autonomen deutschen Einzelstaaten. Diese sollten jeweils folgende Gebiete umfassen:
- Preußen (Brandenburg einschließlich der Gebiete östlich der Oder, Berlin, Mecklenburg, Pommern, Schlesien, Anhalt, der Norden der Provinz Sachsen, ohne Ostpreußen),
- Hannover mit Gebieten Nordwestdeutschlands,
- Sachsen (das heutige Sachsen, ohne den niederschlesischen Teil, mit Thüringen und dem Süden der Provinz Sachsen)
- Hessen-Darmstadt vereinigt mit Hessen-Kassel und Gebieten südlich des Mains sowie einem südlichen Teil der Rheinprovinz
- sowie ein südlicher Staat aus Bayern, Baden, Württemberg und Hohenzollern.

Außerdem schlug er vor, den Nord-Ostsee-Kanal, die Städte um Kiel und Hamburg sowie das Ruhrgebiet und das Saargebiet unter internationale Verwaltung stellen zu lassen.

### Baltische Staaten
Die USA hatten die sowjetische Annexion von Estland, Lettland und Litauen 1940 nicht anerkannt. In der Diskussion um den künftigen Status der baltischen Staaten forderte Stalin die nachträgliche Anerkennung der Annexionen. Roosevelt regte daraufhin an, die Scheinwahlen, mit denen den territorialen Eingliederungen der baltischen Staaten 1940 in die Sowjetunion ein pseudo-legaler Anstrich gegeben worden war, mit korrekten Wahlen zu wiederholen. Stalin lehnte die Wiederholung der Wahlen ab.

### Europäische Beratende Kommission
Italien hatte am 8. September 1943 im Waffenstillstand von Cassibile kapituliert. Über die militärischen und politischen Kapitulationsbedingungen war es unter den Alliierten zu Meinungsverschiedenheiten gekommen, die Sowjetunion war zu den Verhandlungen nicht zugezogen worden. Deswegen wurde auf der Moskauer Außenministerkonferenz von 1943 zum Thema, dass die Zusammenarbeit der Alliierten in den Fragen der Regelungen gegenüber ehemaligen Feindstaaten oder von deutscher Besetzung befreiten Ländern zu verbessern sei. Zur Koordination der alliierten Politik sollte eine für Italien zuständige Kommission gebildet werden und außerdem eine Europäische Beratende Kommission in London. Die Arbeitsergebnisse dieser Kommission sollten als Empfehlungen an die Regierungen der Alliierten gerichtet werden. Während der Konferenz von Teheran ernannten die drei Regierungen ihre Delegierten für diese Kommission. Großbritannien bestimmte einen Diplomaten seines Außenministeriums, William Strang, zum Leiter seiner Delegation. Die Sowjetunion ernannte ihren Botschafter in London, Fedor Gusew, die USA auf dessen eigenen Wunsch hin ihren Botschafter in London, John G. Winant. Beide übernahmen dieses Amt zusätzlich zu ihren Aufgaben als Botschafter. Die erste, noch informelle Sitzung der Delegationen fand am 15. Dezember 1943 im Lancaster House statt.

### Finnland
Churchill äußerte gegenüber Stalin Verständnis für das Sicherheitsbedürfnis wegen der Leningrader Blockade und dieser antwortete, dass er an ein unabhängiges Finnland nach dem Krieg glaube, dass es aber territoriale Änderungen zugunsten der Sowjetunion geben müsse und dass die finnische Seite Reparationen für die Kriegsschäden leisten müsse.

### Italien
Die italienische Kriegs- und Handelsflotte sollte zwischen den drei Ländern aufgeteilt werden.

### Polen
Der britische Außenminister Anthony Eden hatte vorgehabt, dass Polen die Curzon-Linie als seine Ostgrenze hinnehmen, dafür mit Ostpreußen, Danzig und dem schlesischen Bezirk Oppeln entschädigt werden sollte. Außerdem solle die Sowjetunion die diplomatischen Beziehungen zur polnischen Exilregierung wieder aufnehmen, die die Sowjetunion nach polnischen Beschuldigungen in Bezug auf das Massaker von Katyn abgebrochen hatte. Der Exilregierung sollte gestattet werden, nach Polen zurückzukehren, sie sollte an der Verwaltung der befreiten Gebiete beteiligt und möglichst bald sollten freie Wahlen stattfinden. Churchill ließ sich aber auf Stalins Vorschlag ein, die territorialen von den politischen Fragen zu trennen, und willigte in eine Westverschiebung Polens bis zur Oder ein, die Stalin auf dem Konferenztisch mit Streichhölzern demonstrierte. Somit akzeptierten die Westmächte im Grundsatz die sowjetischen Forderungen nach den Westgrenzen von 1941. Das betraf Ostpolen, die baltischen Staaten, Bessarabien und die Nordbukowina. Diese entsprachen den im Hitler-Stalin-Pakt vom Deutschen Reich zugestandenen und später vollzogenen Gebietserweiterungen der Sowjetunion: Dadurch wurde die sowjetisch-polnische Ostgrenze auf die Curzon-Linie festgelegt; das Gebiet Białystok sollte an Polen zurückfallen, die Sowjetunion hierfür das nördliche Ostpreußen mit Königsberg erhalten. Die Oder soll – vorbehaltlich endgültiger Regelungen bei künftigen Verhandlungen – neue Grenze zwischen Polen und Deutschland werden.

### Iran

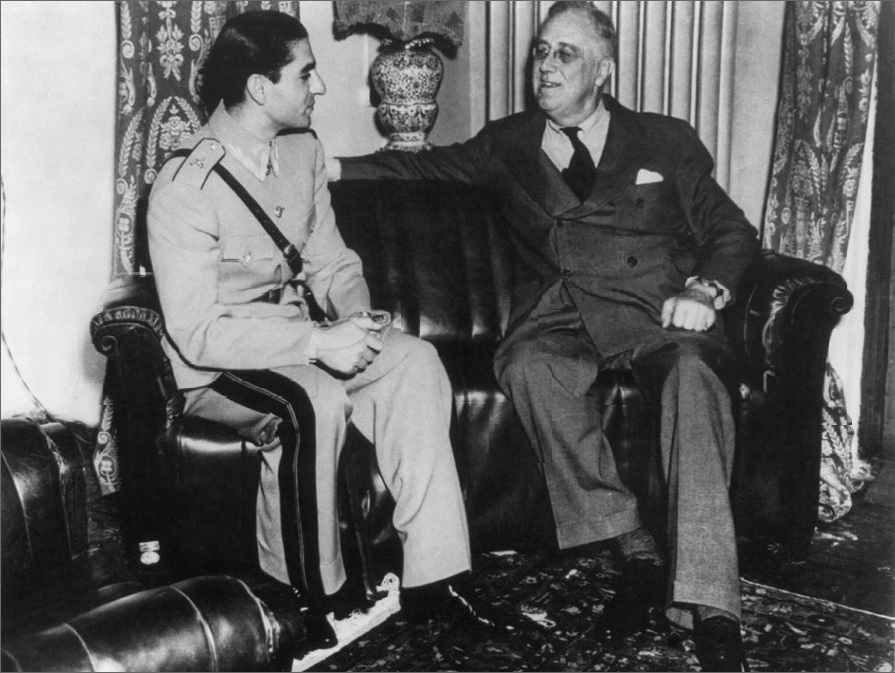
Schah Mohammad Reza Pahlavi und Roosevelt

Iran war 1941 durch eine britisch-sowjetische Invasion besetzt worden, um den persischen Korridor zu sichern. Im Januar 1942 hatte der neue Schah Mohammad Reza Pahlavi mit dem Vereinigten Königreich und der Sowjetunion einen Dreimächtepakt geschlossen, der Iran staatliche Unabhängigkeit und territoriale Integrität sowie den Abzug der ausländischen Truppen sechs Monate nach Kriegsende zusicherte. Am 9. September 1943 hatte Iran dann Deutschland den Krieg erklärt. In der „Erklärung der Drei Mächte zu Iran“ sprachen die Drei Großen sich für die Aufrechterhaltung der Unabhängigkeit und Integrität Irans aus und versprachen wirtschaftliche Unterstützung für die Nachkriegszeit.

### Plan für Vereinte Nationen
Auf der Außenministerkonferenz im Oktober 1943 in Moskau waren die drei Alliierten übereingekommen, „zum frühestmöglichen Zeitpunkt eine allgemeine Organisation zur Erhaltung des internationalen Friedens und der internationalen Sicherheit zu schaffen, die auf der Grundlage der souveränen Gleichheit aller friedlichen Staaten beruht und zu der die Mitgliedschaft für alle diese Staaten, groß oder klein, offen sein soll.“
Roosevelt stellte in Teheran die Grundzüge seines Plans für eine derartige Sicherheitsorganisation vor. Dazu schlug er drei Entscheidungsebenen vor: Eine Generalorganisation bestehend aus allen Alliierten (sie nannten sich damals united nations), ein Exekutivkomitee bestehend aus zehn oder elf Ländern und ein Polizei-Komitee (die vier „Weltpolizisten“) bestehend aus den Drei Großen und China. Churchill und Stalin präferierten regionale Sicherheitsorganisationen, aber Roosevelt erklärte, dass der Kongress der Vereinigten Staaten es nicht zulassen würde, dass die Vereinigten Staaten Mitglied in einer rein europäischen Organisation würden. Dieser Plan basierte auf Roosevelts Vorstellung eines „peace by dictation“, eines „Friedens durch Diktat“. Die Großen Drei stimmten zunächst diesem Plan zu. Im Laufe der folgenden Verhandlungen wurde die klare Hierarchie zwischen den Mitgliedsstaaten abgemildert. Bei der Gründung der Vereinten Nationen im Juni 1945 auf der Konferenz von San Francisco gab es die Ebene der Weltpolizisten nicht mehr.

### Sowjetische Seeinteressen und Königsberg
Das sowjetische Interesse an eisfreien Häfen und Zugang zu den Weltmeeren wurde besprochen. Stalin wollte die Nutzung der zur Zarenzeit gepachteten und nach dem Russisch-Japanischen Krieg an Japan abgetretenen Häfen Dalian und Port Arthur wieder erreichen. Ihm wurde in Bezug auf die türkische Kontrolle der Schwarzmeerdurchfahrt eine Überarbeitung des Seestraßenabkommens von Montreux zugesagt und die Sowjetunion wollte Königsberg und das Memelgebiet zugesprochen bekommen.

## Das Dreiparteien-Dinner

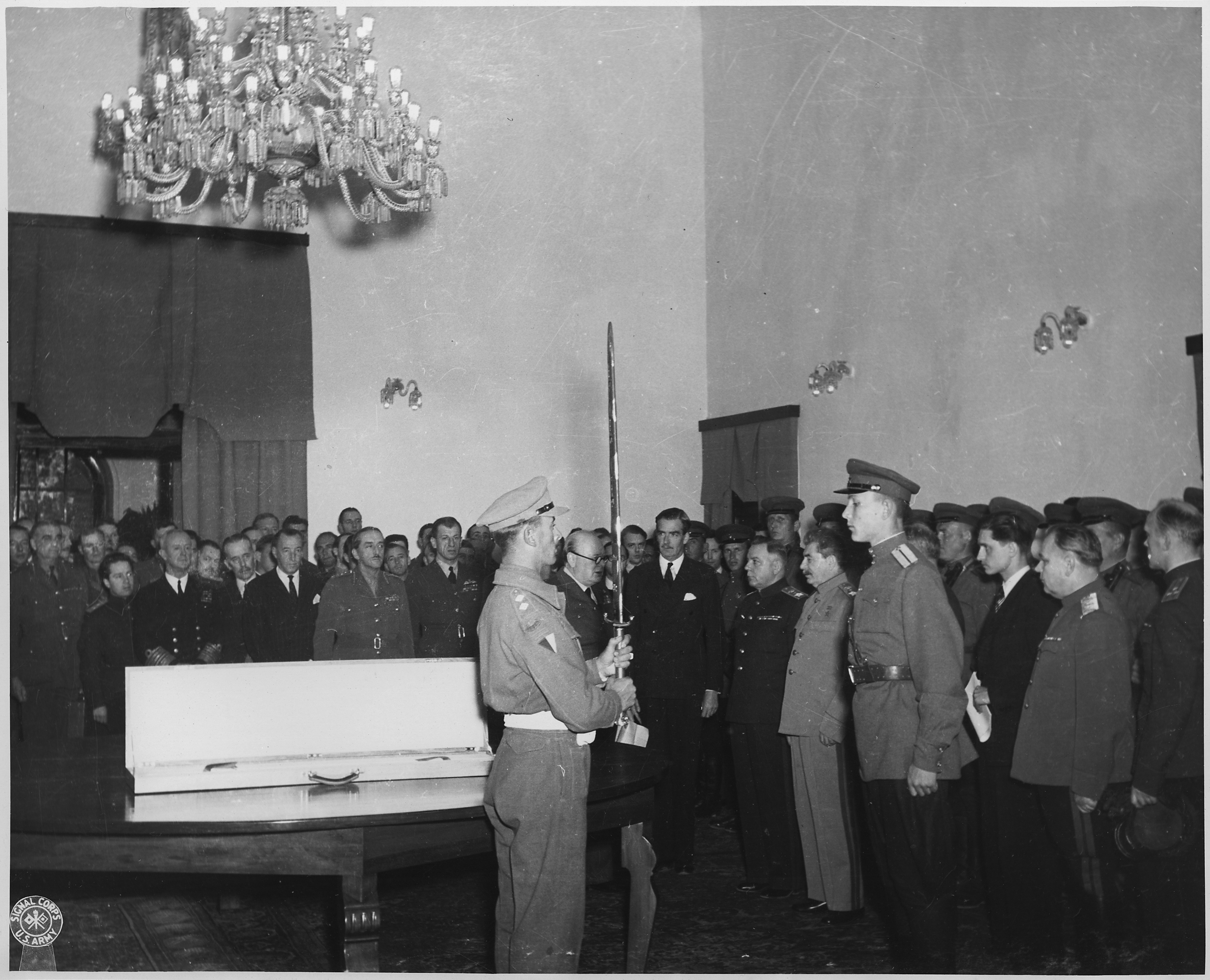
Das Schwert von Stalingrad wird Stalin übergeben.

Am Abend des 29. Novembers 1943 überbrachte Churchill Stalin ein Geschenk von König Georg VI. Es handelte sich um ein in Sheffield eigens für den Sieger der Schlacht von Stalingrad angefertigtes Zeremonialschwert, das Schwert von Stalingrad. Georg VI. hatte es den Bürgern von Stalingrad und allen Bürgern der Sowjetunion gewidmet. Die Übergabe des Schwertes war zunächst für den späten Nachmittag vorgesehen. Mit einer Verspätung von drei Stunden trafen die Delegationen in der sowjetischen Botschaft zusammen. Eine russische Militärkapelle spielte God Save the King und Die Internationale. Churchill, der zu dem Treffen seine blaue RAF-Commodore-Uniform angelegt hatte, nahm das Schwert und übergab es Stalin mit den Worten “I am commanded to present this sword of honor as a token of homage of the British people.” („Ich bin beauftragt, Ihnen dieses Schwert als Zeichen der Ehrerbietung des britischen Volkes zu übergeben.“) Stalin nahm das in der Scheide befindliche Schwert in seine Hände, küsste es und reichte es an den neben ihm stehenden Marschall Kliment Jefremowitsch Woroschilow weiter. Dem Marschall entglitt das Schwert allerdings, sodass es auf den Boden fiel.
Bei dem anschließenden Abendessen gerieten Churchill und Stalin in Streit. Stalin hatte vorgeschlagen, dass man nach Kriegsende 50.000 (oder 100.000) deutsche Offiziere umgehend standrechtlich erschießen müsse. Roosevelt hielt das für einen Scherz und meinte leichthin, dass man der Gerechtigkeit auch mit 49.000 Hinrichtungen dienen könne. Einzig Churchill war strikt dagegen, dass man deutsche Offiziere, die für ihr Land gekämpft hätten, einfach erschießen lassen könne. Er sei dafür, dass all diejenigen, die Verbrechen begangen hätten, zur Rechenschaft gezogen würden, so wie er es auch in der Moskauer Deklaration zugesagt habe. Er widersprach aber heftig, dass man allein aus politischen Gründen deutsche Offiziere hinrichten solle. Churchill erklärte, dass man ihn besser nach draußen bringen und ebenfalls erschießen solle, als dass er der Liquidierung deutscher Offiziere zustimmen würde. Er verließ wutentbrannt den Raum und konnte erst durch Stalins Erklärung, den Vorschlag nicht ernstgemeint zu haben, wieder beruhigt werden.

## Angeblicher deutscher Attentatsplan
Die deutsche Abwehr erhielt über abgefangene Funksprüche sowie durch ihren Informanten Elyesa Bazna von der britischen Botschaft in Ankara Kenntnis von den Vorbereitungen zur Konferenz. Britische und sowjetische Sicherheitsorgane gingen von einem Attentatsplan aus, der als „Unternehmen Weitsprung“ zur Tötung der drei Staatsführer führen sollte. Es gab zwar Überlegungen zu einem Attentat mit diesem Namen. Historiker gehen jedoch davon aus, dass ein solcher Plan nie bestanden hat, sondern die sowjetischen Berichte darüber Teil einer Desinformationskampagne des NKWD bzw. später KGB waren. Otto Skorzeny bestritt nach Kriegsende, dass es jemals ein deutsches Kommandounternehmen „Weitsprung“ gegeben habe. Zu dem auch heute von russischen Quellen noch erwähnten angeblichen Informanten schrieb Skorzeny: „Chef dieses abscheulichen Unternehmens ist ein junger Sturmbannführer Paul von Oertel – den es weder bei mir, noch überhaupt gab“.